# Yzeron
Pour les articles homonymes, voir Yzeron (homonymie).
Yzeron est une commune française, située à 700 m d'altitude dans le département du Rhône en région Auvergne-Rhône-Alpes.

## Géographie
La commune d'Yzeron est située dans les monts du Lyonnais, au sud-ouest de la ville de Lyon.
Perché sur un piton rocheux à 700 m d’altitude au carrefour des vallées de l’Yzeron et du Garon, Yzeron, pays de moyenne montagne, alterne pentes ardues et vallons aux lignes douces. La surface agricole utilisée représente un tiers du territoire, une moitié est boisée en taillis de chênes, châtaigniers ou plantations de résineux. La multitude des propriétés et le parcellaire contrasté donnent un paysage varié.

### Hydrographie
Le nom Yzeron est celui de la rivière. La racine "yz" est d'origine pré-celtique. Voir article Isère.

### Climat
Pour des articles plus généraux, voir Climat d'Auvergne-Rhône-Alpes et Climat du Rhône.
En 2010, le climat de la commune est de type climat des marges montargnardes, selon une étude du Centre national de la recherche scientifique s'appuyant sur une série de données couvrant la période 1971-2000. En 2020, Météo-France publie une typologie des climats de la France métropolitaine dans laquelle la commune est exposée à un climat de montagne ou de marges de montagne et est dans la région climatique  Nord-est du Massif Central, caractérisée par une pluviométrie annuelle de 800 à 1 200 mm, bien répartie dans l’année. 
Pour la période 1971-2000, la température annuelle moyenne est de 9,9 °C, avec une amplitude thermique annuelle de 16,7 °C. Le cumul annuel moyen de précipitations est de 886 mm, avec 9,9 jours de précipitations en janvier et 7,3 jours en juillet. Pour la période 1991-2020, la température moyenne annuelle observée sur la station météorologique de Météo-France la plus proche, « Brindas », sur la commune de Brindas à 8 km à vol d'oiseau, est de 12,2 °C et le cumul annuel moyen de précipitations est de 717,6 mm,. Pour l'avenir, les paramètres climatiques de la commune estimés pour 2050 selon différents scénarios d'émission de gaz à effet de serre sont consultables sur un site dédié publié par Météo-France en novembre 2022.

## Urbanisme

### Typologie
Au 1er janvier 2024, Yzeron est catégorisée bourg rural, selon la nouvelle grille communale de densité à sept niveaux définie par l'Insee en 2022.
Elle est située hors unité urbaine. Par ailleurs la commune fait partie de l'aire d'attraction de Lyon, dont elle est une commune de la couronne,. Cette aire, qui regroupe 397 communes, est catégorisée dans les aires de 700 000 habitants ou plus (hors Paris),.

### Occupation des sols
L'occupation des sols de la commune, telle qu'elle ressort de la base de données européenne d’occupation biophysique des sols Corine Land Cover (CLC), est marquée par l'importance des territoires agricoles (49 % en 2018), une proportion sensiblement équivalente à celle de 1990 (48,9 %). La répartition détaillée en 2018 est la suivante : 
forêts (47,3 %), prairies (35,6 %), zones agricoles hétérogènes (12,1 %), zones urbanisées (3,7 %), terres arables (1,1 %), cultures permanentes (0,2 %). L'évolution de l’occupation des sols de la commune et de ses infrastructures peut être observée sur les différentes représentations cartographiques du territoire : la carte de Cassini (XVIIIe siècle), la carte d'état-major (1820-1866) et les cartes ou photos aériennes de l'IGN pour la période actuelle (1950 à aujourd'hui).

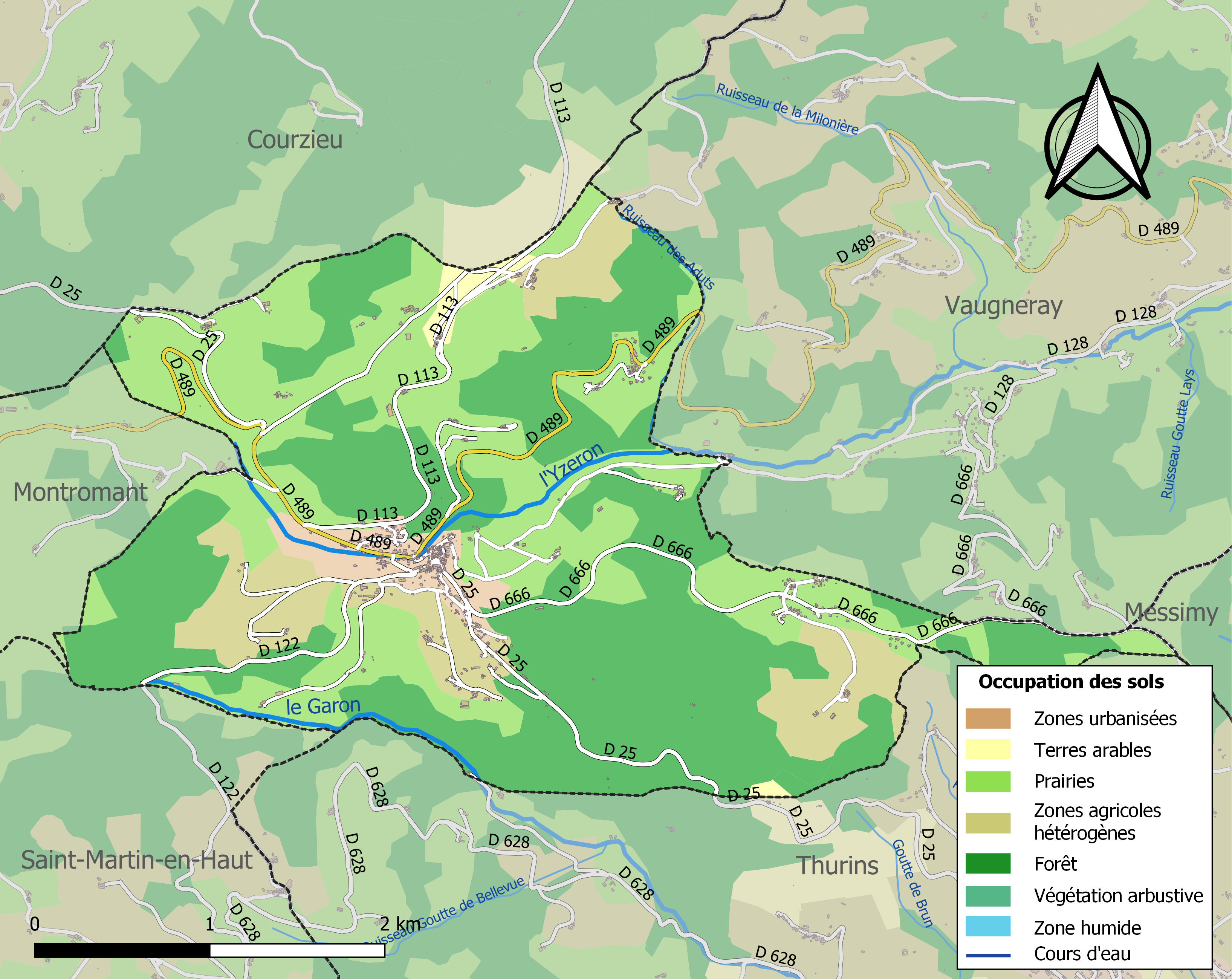
Carte des infrastructures et de l'occupation des sols de la commune en 2018 (CLC).

## Toponymie
Le village tire son nom de la rivière qui le traverse. Selon Anne-Marie Vurpas et Claude Michel, ce nom attesté depuis le XIIe siècle (Iseronem, 1173) est dérivé d'Isère, construit sur la racine préceltique *is- désignant un cours d'eau.
Jusqu'au XIXe siècle, l'orthographe hésite entre Yzeron, Iseron et Izeron (nom d'un autre village dans le département de l'Isère).

## Histoire
L’histoire d’Yzeron est marquée par sa géographie montagneuse et l’abondance de ses sources. Les Romains ont su capter les eaux pour l’irrigation de la ville de Lugdunum et, s’il n’est plus visible à l’œil nu sur le territoire, le tracé de l’aqueduc est bien répertorié.
À l’intersection de deux vallées (de l’Yzeron, et du Garon) la construction du village s’est faite en raison de sa position stratégique entre  le Lyonnais et le Forez. Les seigneurs de Fontaneys et les archevêques de Saint-Martin-d’Ainay édifièrent château, chapelle et église. Le hameau de Chateauvieux, ancien fief où il subsiste un ensemble d’anciennes fermes et une remarquable chapelle romane, témoigne de cette histoire.
En 1158, lors de la lutte entre les comtes de Forez et le chapitre de Lyon, l'armée du comte Guigues II de Forez y mit en déroute les troupes de Héracle de Montboissier, archevêque de Lyon.
Au cours de la Révolution française, la commune porte provisoirement le nom de Montagne-les-Bois.
Depuis la fin du XIXe siècle, Yzeron constitue un point d’attraction touristique pour les citadins qui apprécient la beauté de ses paysages, la pureté de l’air et la variété des promenades. C’est par le petit train de Vaugneray et les charrettes que les villégiateurs  « descendaient » à l’hôtel du Parc Beausite. Aujourd’hui, les chambres  d’hôtes et les gîtes ont remplacé les huit hôtels que comptait le village dans les années 1950.

## Politique et administration
| Période                                  | Période     | Identité        | Étiquette | Qualité |
| ---------------------------------------- | ----------- | --------------- | --------- | ------- |
| 1947                                     | 1977        | Charles Bryon   |           |         |
| 1977                                     | 2001        | Adrien Lhopital |           |         |
| mars 2001                                | 26 mai 2020 | Alain Badoil    |           |         |
| 26 mai 2020                              | En cours    | Agnès Nelias    | DVG ex-PS |         |
| Les données manquantes sont à compléter. |             |                 |           |         |

## Population et société

### Démographie
L'évolution du nombre d'habitants est connue à travers les recensements de la population effectués dans la commune depuis 1793. Pour les communes de moins de 10 000 habitants, une enquête de recensement portant sur toute la population est réalisée tous les cinq ans, les populations de référence des années intermédiaires étant quant à elles estimées par interpolation ou extrapolation. Pour la commune, le premier recensement exhaustif entrant dans le cadre du nouveau dispositif a été réalisé en 2008.

En 2022, la commune comptait 980 habitants, en évolution de −5,59 % par rapport à 2016 (Rhône : +3,93 %, France hors Mayotte : +2,11 %).
| 1793 | 1800 | 1806 | 1821 | 1831 | 1836 | 1841 | 1846 | 1851 |
| ---- | ---- | ---- | ---- | ---- | ---- | ---- | ---- | ---- |
| 500  | 446  | 605  | 551  | 603  | 586  | 570  | 576  | 592  |

| 1856 | 1861  | 1866 | 1872 | 1876 | 1881 | 1886 | 1891 | 1896 |
| ---- | ----- | ---- | ---- | ---- | ---- | ---- | ---- | ---- |
| 776  | 1 262 | 802  | 725  | 744  | 713  | 755  | 734  | 727  |

| 1901 | 1906 | 1911 | 1921 | 1926 | 1931 | 1936 | 1946 | 1954 |
| ---- | ---- | ---- | ---- | ---- | ---- | ---- | ---- | ---- |
| 697  | 679  | 650  | 572  | 525  | 545  | 555  | 550  | 532  |

| 1962 | 1968 | 1975 | 1982 | 1990 | 1999 | 2006 | 2008  | 2013  |
| ---- | ---- | ---- | ---- | ---- | ---- | ---- | ----- | ----- |
| 500  | 505  | 483  | 560  | 675  | 769  | 957  | 1 011 | 1 015 |

| 2018  | 2022 | - | - | - | - | - | - | - |
| ----- | ---- | - | - | - | - | - | - | - |
| 1 005 | 980  | - | - | - | - | - | - | - |

### Fêtes et évènements
- 1er mai : La Grenouille (vide-greniers, commerce équitable…).
- Décembre : Marché de Noël (commerce équitable).
- 1er dimanche d'octobre : Randonnée des Cabrions (randonnée et découverte de la gastronomie des monts du Lyonnais).

### Sports
- Site d'escalade, situé dans la forêt autour du crêt de Py Froid sur du rocher en gneiss œillé. C'est le site de bloc le plus important du Rhône[17].
- En mars 2021, une tyrolienne de 1 000 m est ouverte au public, sur un parcours reliant le crêt de la Madone au parc de loisirs du plateau d’Yzeron en passant 60 m au dessus du lac du Ronzey[18].

## Culture locale et patrimoine

### Lieux et monuments
- Lac du Ronzey.
- Chapelle de Chateauvieux (style roman du XIe siècle) et la croix "byzantine" de l'ancien cimetière, inscrites à l'inventaire supplémentaire des monuments historiques[19].
- Musée de l'ARAIRE.
- Notre-Dame d'Yzeron au sommet du crêt de la Madone.

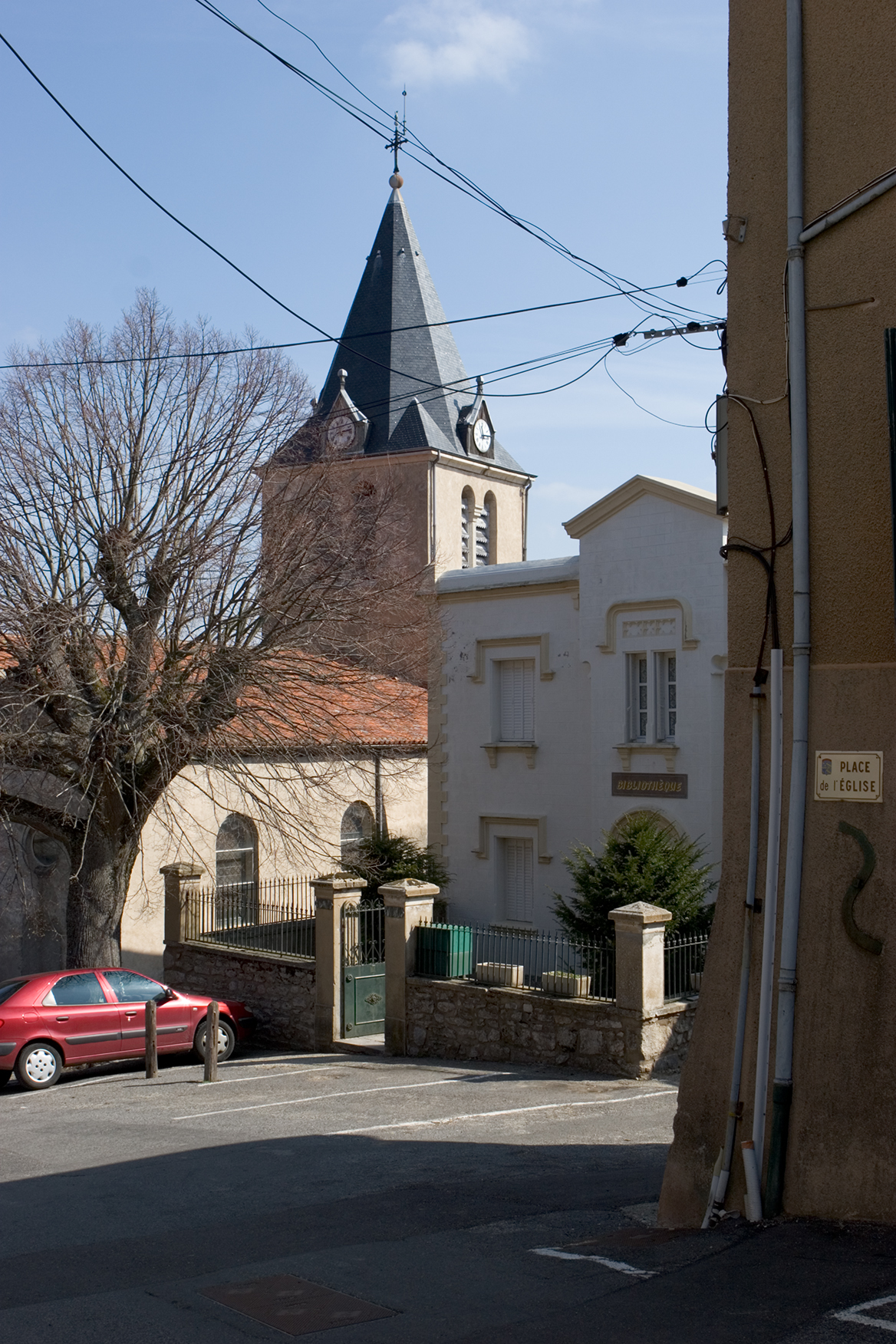
Village.
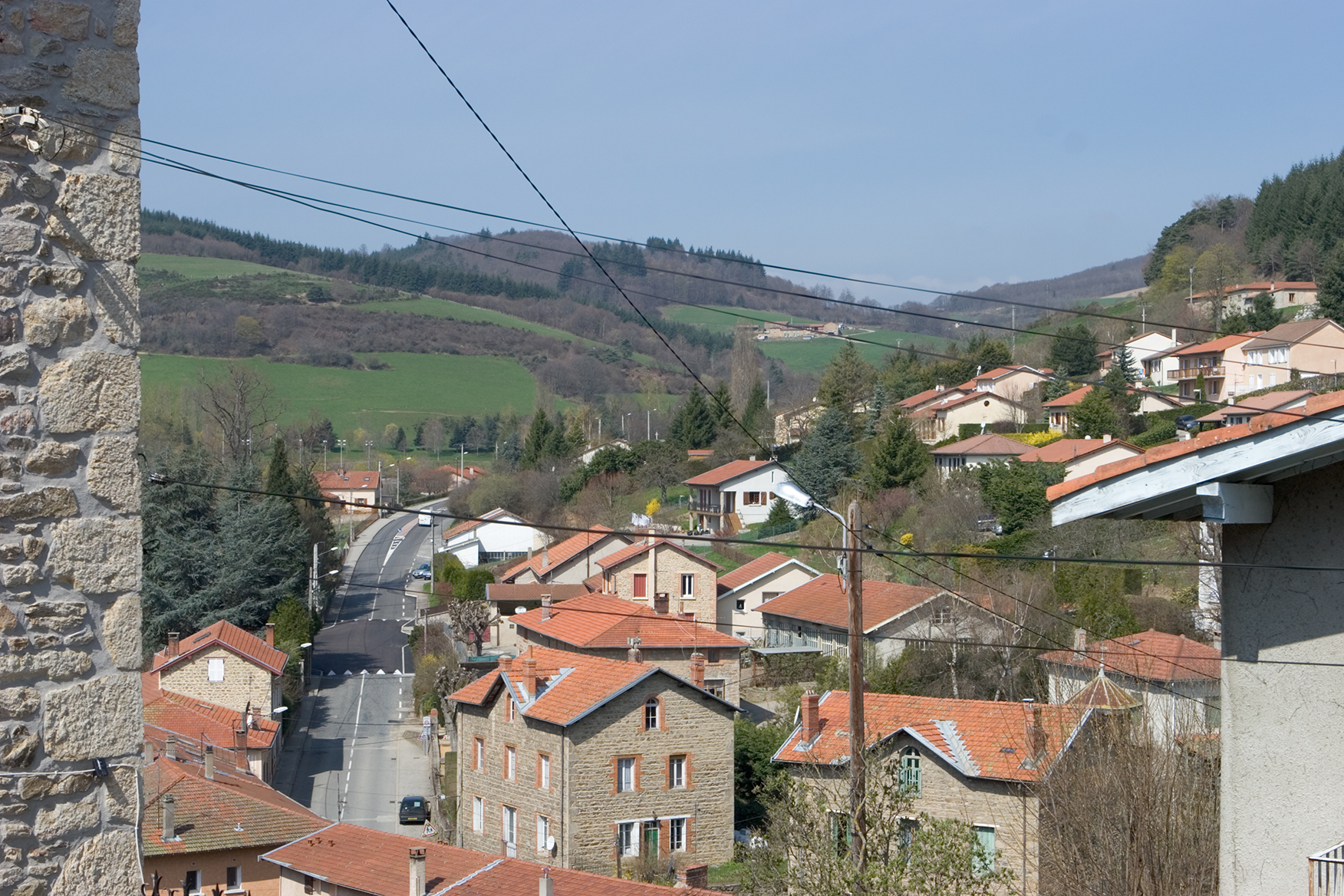
Village.
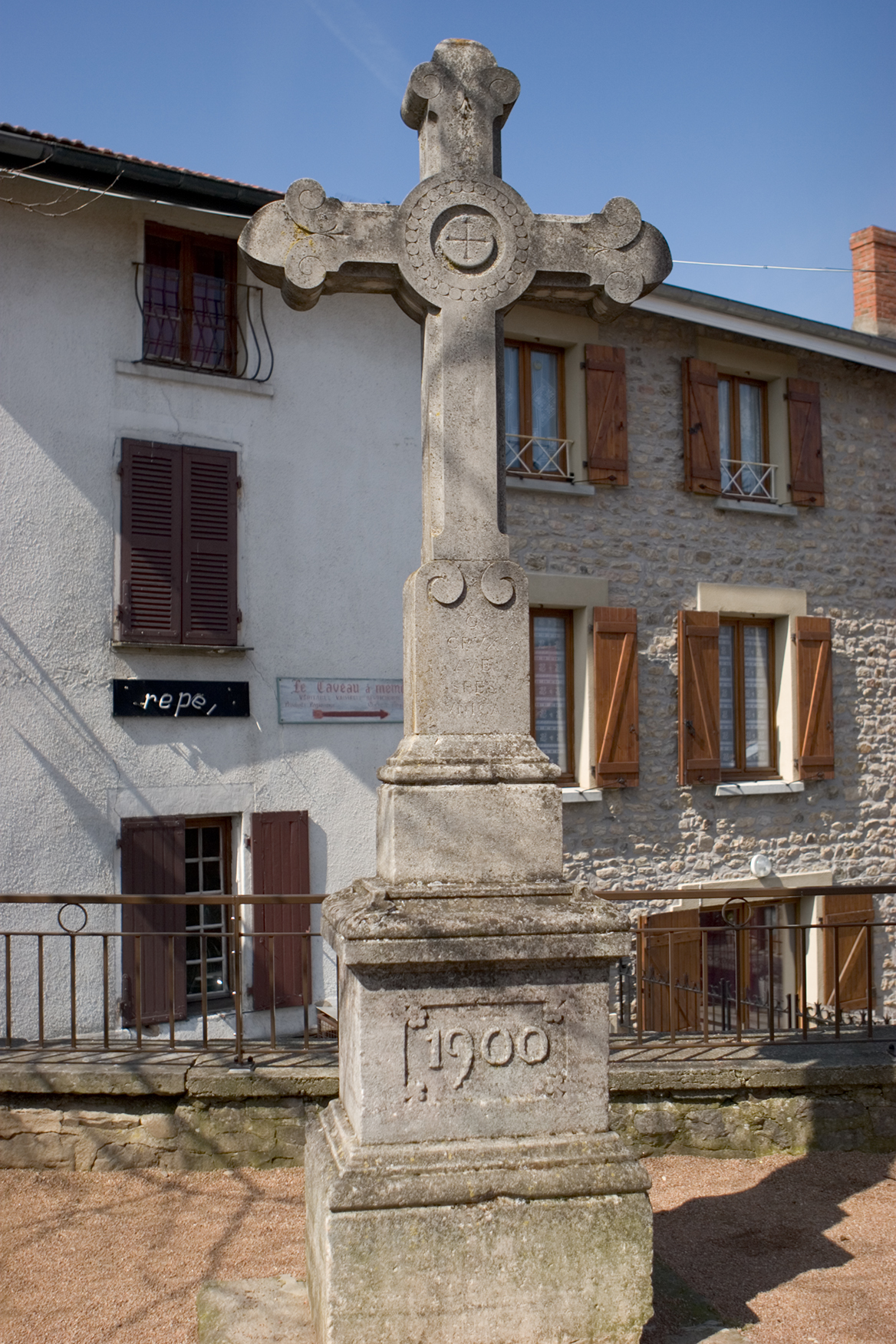
Croix.
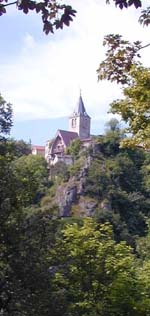
Vue du village perché.
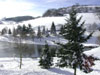
Le plan d'eau sous la neige.
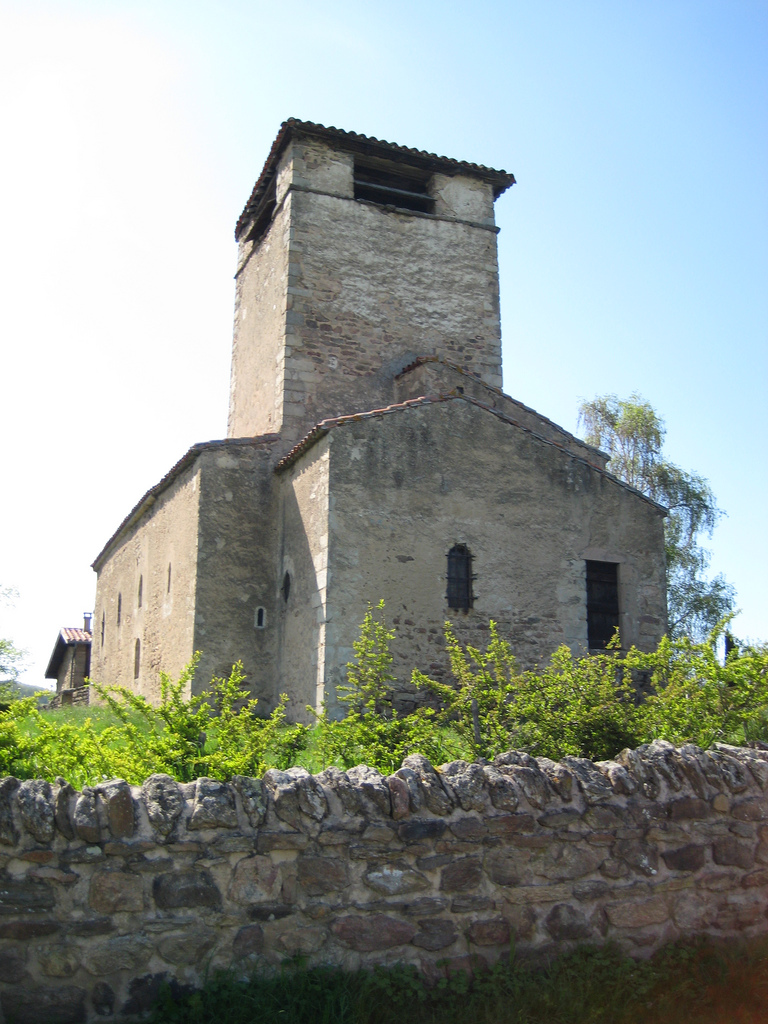
Chapelle de Châteauvieux.
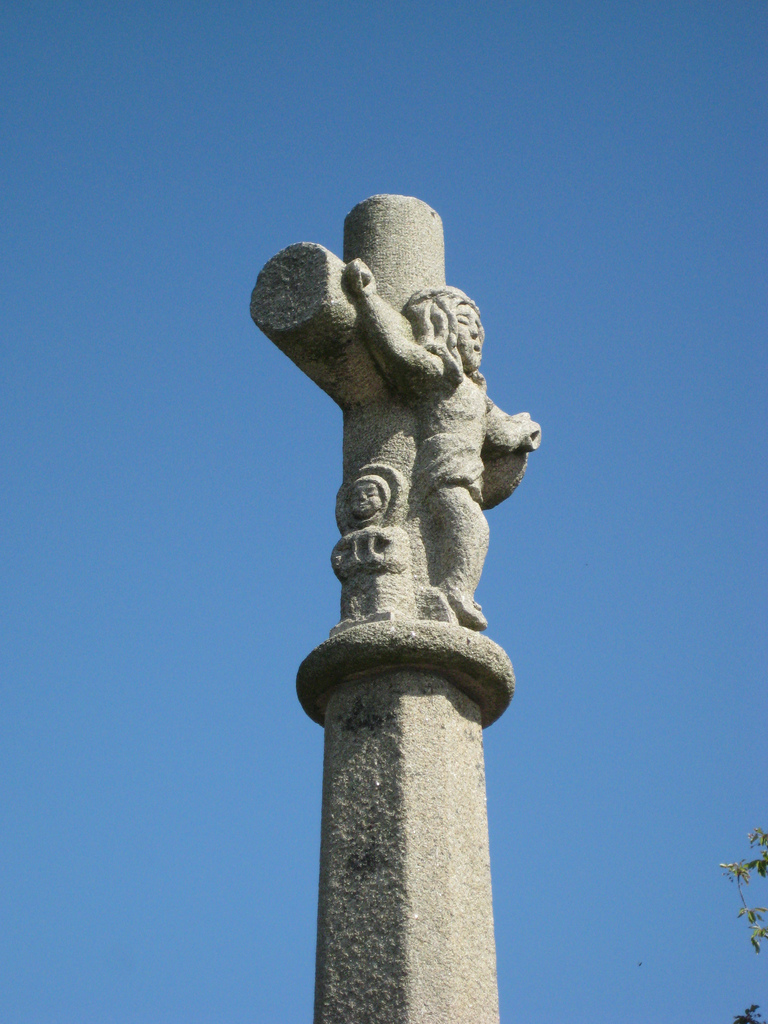
Calvaire à la croisée de deux chemins à Châteauvieux .
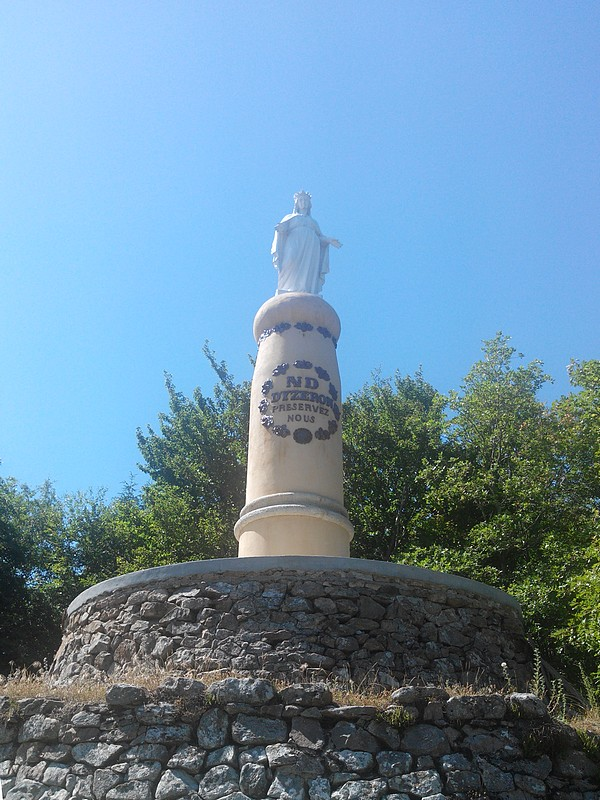
Statue Notre-Dame d'Yzeron.

### Personnalités liées à la commune
- Suzette Guillaud (1894-1990), comédienne et professeur d'art dramatique, est inhumée à Yzeron, où elle possédait une résidence secondaire héritée de ses parents. Elle y recevait parfois la visite de ses élèves ou anciens élèves ainsi que de son ami Édouard Herriot.
- Armand Chagot (1949-2010), acteur français qui repose au cimetière d'Yzeron (Rhône)[20].
- Cassandre Lambert (née en 2000), autrice de romans pour la jeunesse originaire d'Yzeron.

### Héraldique
| Armes | Les armes d'Yzeron se blasonnent ainsi : Parti, au premier d'azur à la divise en fasce accompagnée, en chef, de deux étoiles rangées en bande et, en pointe, d'un senestrochère paré empoignant trois épis de blé, le tout d'or, au second d'azur à la rose tigée et feuillée de deux pièces, posée en bande, côtoyée de deux cotices, accompagnées de deux étoiles rangées en bande en chef et d'une étoile en pointe, le tout aussi d'or ; au filet en pal du même brochant sur la partition. |